# 아콰비바

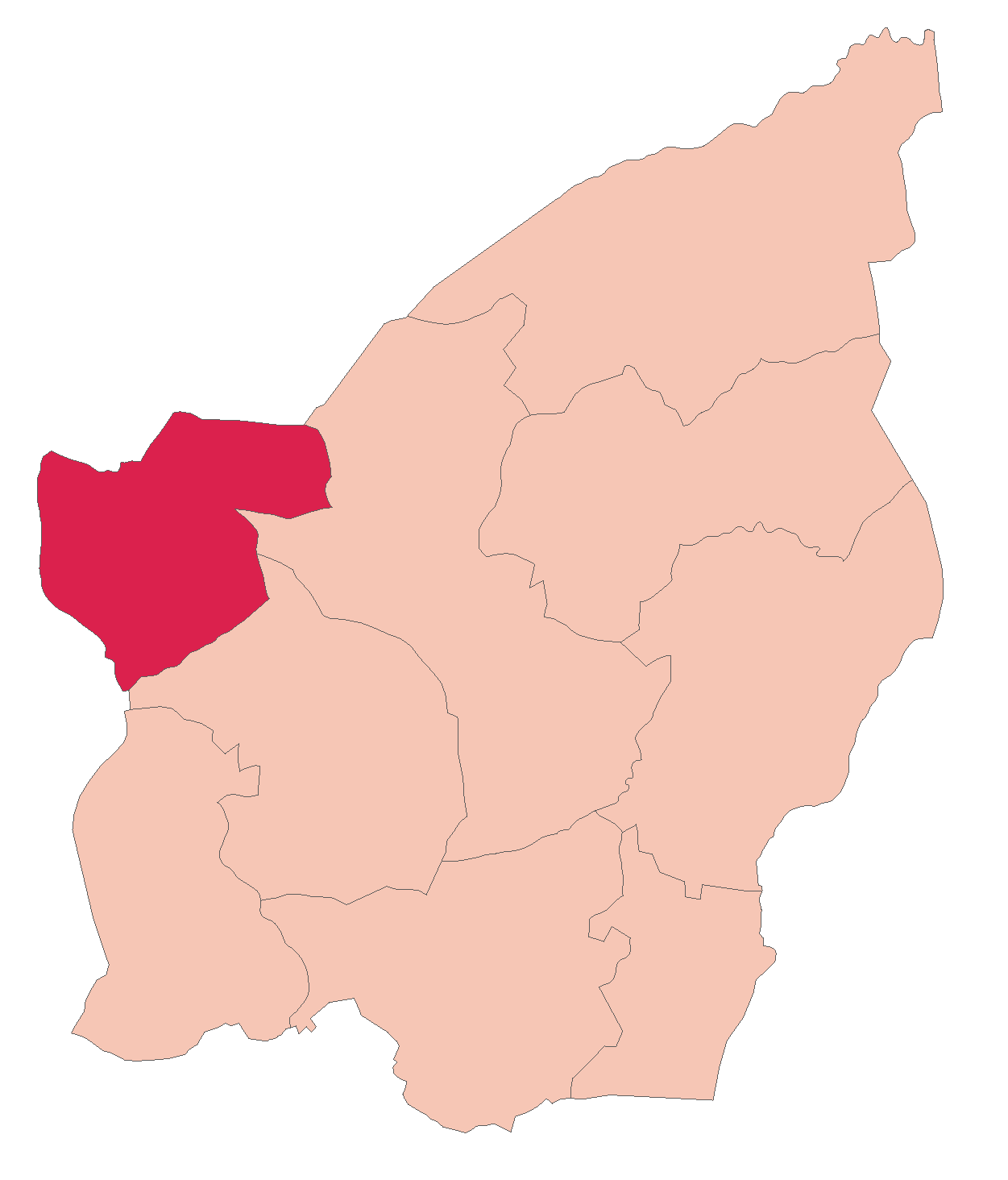
아콰비바의 위치

아콰비바(이탈리아어: Acquaviva)는 산마리노의 지방자치체로 인구는 1,812명(2006년 기준), 면적은 4.86km2, 높이는 237m이다. 2개 마을을 관할하며 보르고마조레, 산마리노 시, 이탈리아 산레오, 베루키오와 접한다.

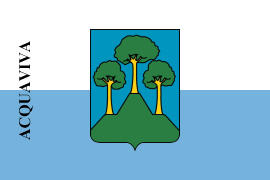
시기
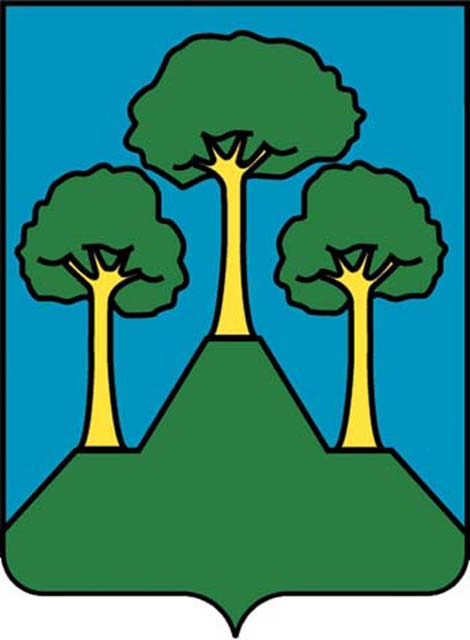
시 문장